# 第10飛行師団 (日本軍)
第10飛行師団（だいじゅうひこうしだん）は、日本陸軍の飛行師団のひとつ。1944年（昭和19年）3月に第17飛行団を廃止し第10飛行師団司令部が臨時編成され、既存の部隊を編合して飛行師団となり、太平洋戦争の終結まで主として関東地区の防空任務にあたった。司令部は当初のうち東京都北多摩郡の調布飛行場に置れたが、1944年5月に東京都神田区に移動し、隷下部隊は東京都、千葉県、茨城県、埼玉県などに配置された。

## 沿革

### “防空飛行師団”の創設
大東亜戦争（太平洋戦争）における中部太平洋方面の情勢が悪化し、陸軍中央部は本土防空を強化するため1944年（昭和19年）3月8日、軍令陸甲第27号を下令した。これは東京都北多摩郡の調布飛行場に置かれていた第17飛行団司令部を復帰解消し、第10飛行師団司令部を臨時編成するものである。3月10日、司令部編成が完結し、大陸命第961号による師団編合も完結した。第10飛行師団は第1航空軍司令官の隷下に置かれ、作戦行動においては本土全体の防衛を統轄する防衛総司令部の指揮下で主として関東地区の防空にあたった。

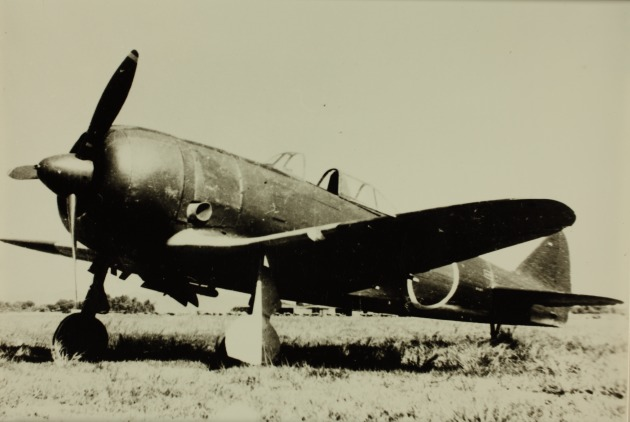
飛行第47戦隊使用と同型の二式単座戦闘機（鍾馗）

第10飛行師団司令部の編成完結時における隷下部隊は次のとおりである。
航空部隊
- 独立飛行第17中隊（一〇〇式司令部偵察機使用、調布飛行場）
- 飛行第18戦隊（三式戦闘機〈飛燕〉使用、調布飛行場）
- 飛行第47戦隊（二式単座戦闘機〈鍾馗〉使用、柏飛行場）
- 飛行第244戦隊（三式戦闘機使用、調布飛行場）
- 東部軍直協飛行隊

地上部隊
- 第3飛行場大隊
- 第6飛行場大隊
- 第7飛行場大隊
- 第43飛行場大隊
- 第244飛行場大隊
- 第1対空無線隊
- 第2対空無線隊
- 第17航空情報隊

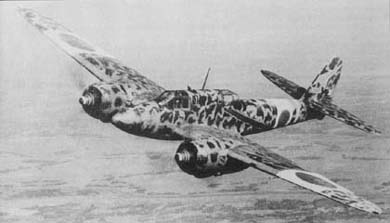
飛行第53戦隊の二式複座戦闘機（屠龍）

このほか隷属関係にはないが作戦遂行上の指揮下部隊として、飛行第1戦隊（一式戦闘機〈隼〉使用、柏飛行場）と飛行第70戦隊（二式単座戦闘機使用、松戸飛行場）があった。さらに4月には第13航空通信隊が、5月には飛行第53戦隊（二式複座戦闘機〈屠龍〉使用、松戸飛行場）が第10飛行師団の隷下部隊となった。また明野陸軍飛行学校分校、下志津陸軍飛行学校などの教官あるいは助教や、陸軍航空審査部に技量の優れた操縦者がいることを利用し、それぞれ数機から十数機ほどで編成する小規模の部隊を通称「東二号部隊」として臨時に第10飛行師団の指揮下に入れ防空任務を兼務させた。
指揮官は司令部編成当初、前身である第17飛行団長の佐藤正一少将が師団長心得となったが、3月28日に第1航空軍参謀長であった吉田喜八郎少将と交代した。第10飛行師団は緊急性の高い防空部隊の特質上、指揮の結節を少なくすることを主な理由として師団の下に飛行団を設けず、師団長が各飛行戦隊を直接指揮した。
師団司令部は第17飛行団の司令部を継承し調布飛行場に置かれた。これは飛行部隊の指揮は飛行場で行わなければならないとの飛行団当時の考えによるものである。しかし師団として指揮下の部隊が各地に増えたことで通信連絡が重要との認識から、5月5日、第10飛行師団司令部は各種の防空情報がすべて集まり諸設備も完備する東京都神田区竹橋の東部軍司令部内に移動した。
同じ5月5日、大陸命第1003号下令により本土統帥の一元強化を目的とする機構改編が行われ、5月10日0時をもって第10飛行師団は第1航空軍の隷下から脱し、防衛総司令部の直轄として編入された。

### 特別攻撃隊を編成
1944年（昭和19年）7月末、第10飛行師団の指揮下にあった飛行第70戦隊は第2航空軍の戦力支援のため満州国に派遣された。同じく指揮下にあった飛行第1戦隊は10月に、隷下にあった飛行第18戦隊は11月初頭にそれぞれ捷号作戦参加のためフィリピンに派遣され本土から去った。かわりに10月末に飛行第23戦隊（一式戦闘機使用）が千葉県印旛郡の印旛飛行場で編成され、第10飛行師団隷下に編入された。

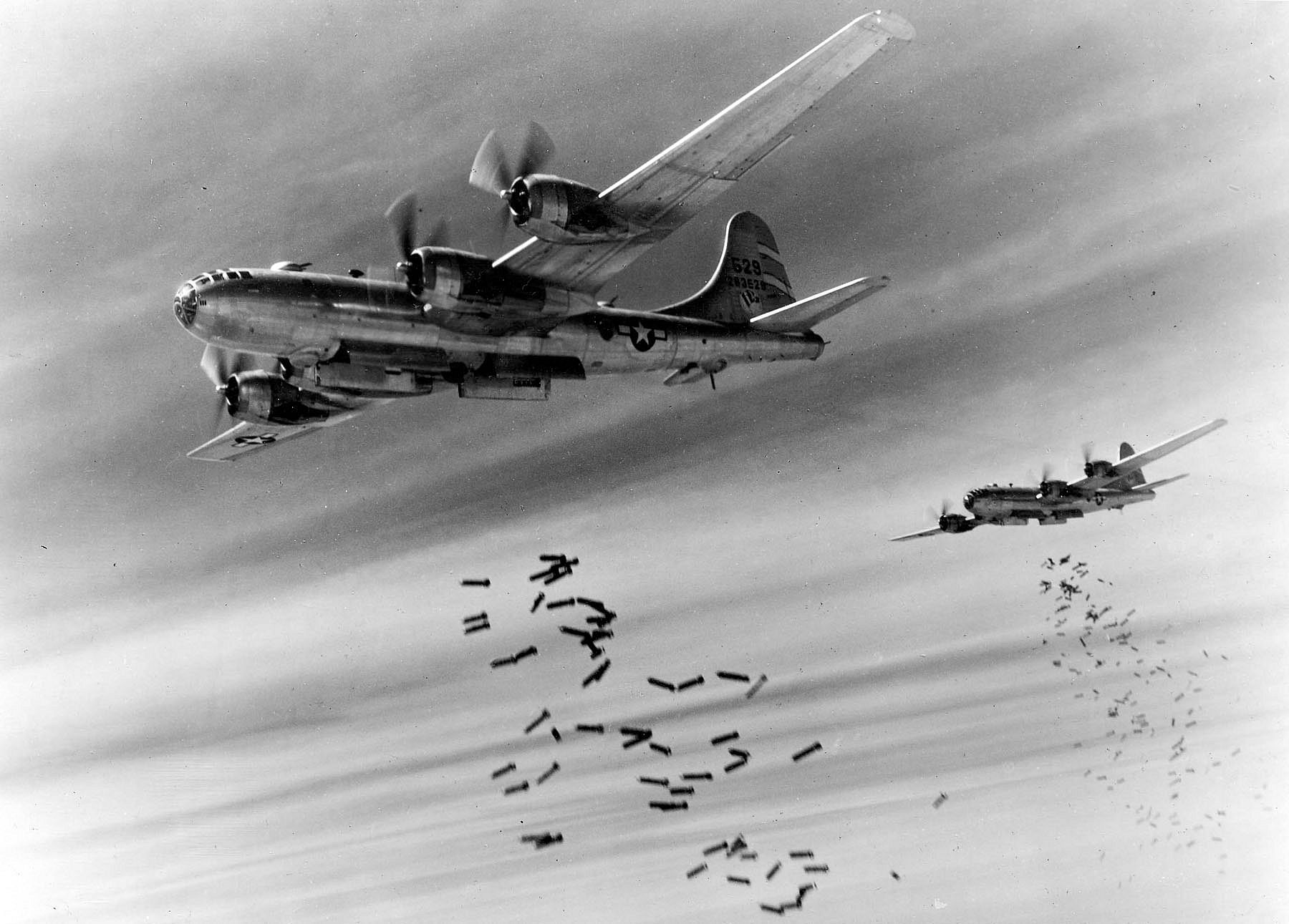
米陸軍航空軍のB-29爆撃機

米軍はすでにマリアナ諸島を攻略し、建設した飛行場からB-29爆撃機が関東地区への侵入を11月1日より開始した。第10飛行師団隷下あるいは指揮下の飛行戦隊はそれぞれ邀撃を試みたが、日本陸軍の航空機は高々度での性能が劣り目ぼしい戦果は得られなかった。使用している戦闘機では装備を可能なかぎり取り外し軽量化しないと高々度への上昇は難しく、防弾鋼板や機関砲まで取り去り敵機に体当たりをする以外の方法はないとの結論に達し、飛行師団を指揮する吉田少将は11月7日、各飛行戦隊に対しそれぞれ4機の特別攻撃隊編成を命じた。後日この防空特攻隊は防衛総司令官の東久邇宮稔彦王陸軍大将より震天制空隊と命名された。
その一方で満州に派遣されていた飛行第70戦隊は11月6日、千葉県東葛飾郡の柏飛行場に帰還し再び第10飛行師団の指揮下で本土防空の任務についた。また11月13日、大陸命第1182号によって飛行第28戦隊（一〇〇式司令部偵察機使用）が満州から調布飛行場に移動し第10飛行師団の指揮下に入った。同戦隊では司令部偵察機に20ミリ機関砲2門を装備し「武装司偵」とする変更を行い、さらに千葉県山武郡の東金飛行場に移動し翌12月には戦闘機操縦者の新戦隊長をむかえて高々度戦闘を主な任務とする部隊となった。地上部隊では第46航空地区司令部が軍令陸甲第136号により臨時編成され、第187飛行場大隊とともに10月下旬に、第188飛行場大隊は11月中旬に、それぞれ第10飛行師団に編入された。
12月31日夜に吉田少将が書いた日誌の「昭和十九年歳末所見」では、第10飛行師団は11月から2か月間の防空戦闘において出撃回数40回、撃墜確実28機、うち16機は特攻機の体当たりによるもので特攻戦死者10名、撃墜不確実24機、撃破60機、来襲した敵機の９パーセントを撃墜としている。一方、米軍資料では太平洋戦争の期間を通じマリアナ諸島から日本本土に出撃したB-29全体の損失率は昼間攻撃で1.5パーセント、夜間では0.95パーセントを失ったのみである。米側の資料は空襲が大規模となった1945年（昭和19年）をふくむ終戦までのものであり、なおかつ第10飛行師団だけを相手とした損失ではないが、日本側が算定した数字とは相当な差がある。また前述の吉田少将日誌によれば、第10飛行師団は2か月で戦力の10パーセントを失っている。

### B-29爆撃機との戦闘
1944年（昭和19年）12月26日、軍令陸甲第165号によって第6航空軍司令部が臨時編成された。これは戦局が切迫し本土における航空作戦に専任する航空軍が必要となったためで、従来の教導航空軍が第6航空軍に改編され、第10飛行師団はその隷下に置かれた。
同じころフィリピンのレイテ島は米軍の手中にあり、戦局は悪化する一方であった。大本営では今後について、米軍を主体とする連合軍は日本本土と南方との資源経路を絶つとともに本土空襲を強化し日本の戦力ならびに国力を急速に弱体化させ、機を見て本土上陸を企図するであろうと判断していた。
1945年（昭和20年）1月3日昼、大阪市街地に焼夷弾を投下し名古屋方面に東進した約90機（日本側推定）のB-29爆撃機に対し、第10飛行師団は第11飛行師団を支援するため飛行第244戦隊、飛行第28戦隊、独立飛行第17中隊戦闘班（武装司偵を使用）を出動させ、東京上空には飛行第47戦隊に哨戒を命じた。この出撃で飛行第244戦隊は敵機の撃墜確実5機、損害を与えたもの7機と戦果を報じている。

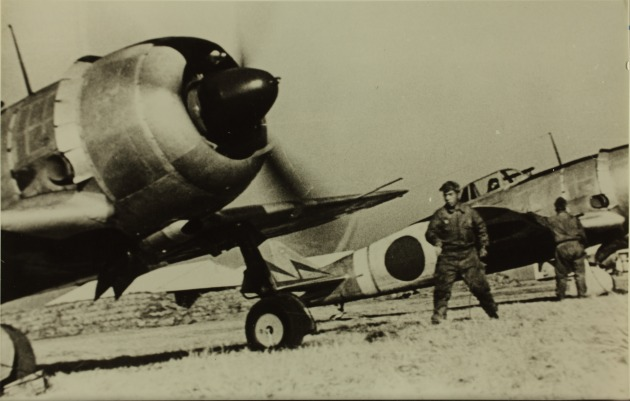
飛行第47戦隊の二式単座戦闘機

1月9日昼には関東上空にB-29爆撃機約30機（日本側推定）が侵入した。これに対し第10飛行師団は邀撃を行い、飛行第47戦隊の体当たり4機、飛行第244戦隊の体当たり2機を含む11機の敵機を撃墜確実とし、ほかに撃墜不確実4機、撃破13機の戦果を報告した。師団の同日戦死者は4名、体当たり特攻をした操縦者のうち3名は生還している。
1月27日昼、B-29爆撃機26機の第1梯団、同46機の第2梯団からなる東京東部地区の空襲に対し、第10飛行師団は全力の邀撃を実施し、敵機の撃墜22機、撃破多数と発表した。師団の損失は未帰還22機である。2月4日昼、神戸および中部日本を空襲した米軍B-29に対し第10飛行師団は戦力の一部を防空に協力させるため静岡県および東京周辺上空に出撃したが、敵機を補足することはできなかった。
2月10日昼、鹿島灘沖から茨城県を通過して群馬県に侵入し中島飛行機太田工場を爆撃した約100機（日本側推定）の敵機に対して、第10飛行師団は第16飛行団と協力し双方の合計で15機撃墜の戦果を報告したが、特攻自爆と未帰還機で7機を失った。第16飛行団はフィリピンでの作戦に参加後、12月23日に茨城県真壁郡の下館飛行場に移動して戦力回復中で、防空警報が発令された場合は第10飛行師団の指揮下に入ることになっていた。

### 米軍艦載機との戦闘
1945年（昭和20年）2月16日朝、太平洋に展開している米海軍機動部隊の航空母艦から発進した艦載機が房総半島沖から低空で本土に接近し、第10飛行師団は各戦隊を出撃させた。ただし二式複座戦闘機を使用する飛行第53戦隊は夜間戦闘専任とされており、飛行機から燃料と弾薬を抜き根拠地としている千葉県松戸市の松戸飛行場周辺に分散して遮蔽するほか、技量未熟の操縦者は群馬県新田郡の新田飛行場へ退避させた。米軍艦載機は第一波の約90機（日本側推定）が鹿島灘、三浦半島、房総半島南端からそれぞれ本土に侵入し、千葉、茨城両県にある各飛行場を攻撃したあと海上へ脱出した。続いて約90機の第二波、約100機の第三波、約120機の第四波（機数はいずれも日本側の推定）が鹿島灘と九十九里浜から侵入し、主として沿岸地域にある陸海軍の飛行場を攻撃した。

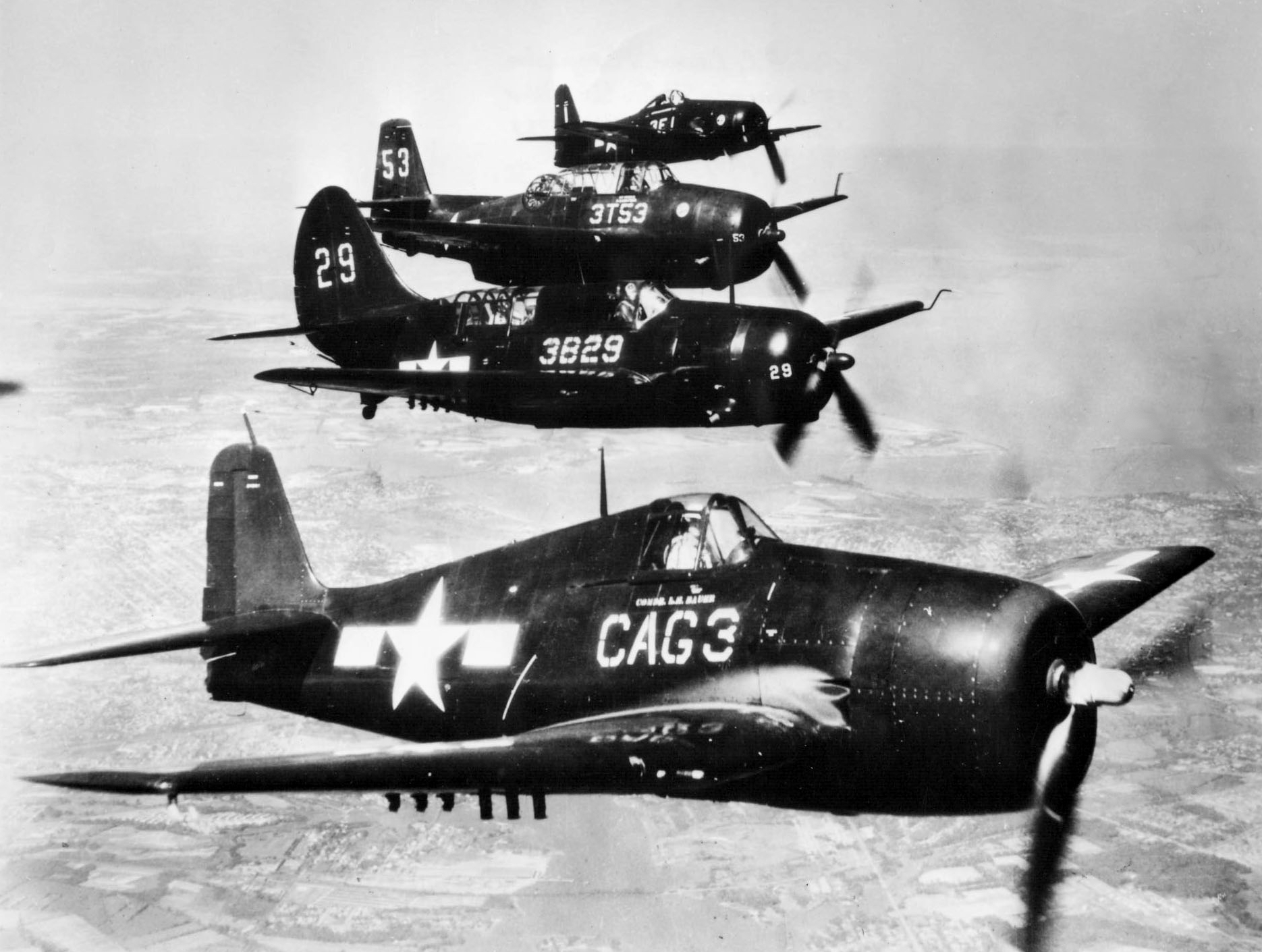
手前からF6F、SB2C、TBFなど米軍艦載機（1946年撮影）

同日午後には艦載機約90機（日本側推定）の第五波が九十九里浜から侵入し、印旛飛行場、調布飛行場、東京都板橋区の成増飛行場、神奈川県高座郡の厚木海軍飛行場を攻撃した。さらに第六、第七波あわせて推定約450機が鹿島灘から侵入、主力は群馬県の中島飛行機太田工場、一部は陸海軍の飛行場などを攻撃した。米軍艦載機はF6F戦闘機、F4U戦闘機、SB2C爆撃機、TBF攻撃機などである。第10飛行師団の各戦隊は反復して邀撃し、戦果は撃墜62機、撃破27機と報告したが、損害は邀撃任務の戦闘機が未帰還37機のほか、哨戒任務に出動した独立飛行第17中隊や既述の「東二号部隊」である下志津飛行隊の一〇〇式司令部偵察機にも数機の損害があった。
同日夕刻、第10飛行師団の指揮権をもつ防衛総司令官は、戦力が充実している飛行第47戦隊と飛行第244戦隊を第6航空軍の直轄とし、同飛行師団の戦力を制限した。これは「本土決戦」に備えて航空戦力の温存を重視する防衛総司令部の方針によるもので、中型、小型の敵機に対し活発に邀撃を行えば戦力の消耗が深刻化するとの判断である。
2月17日朝、米軍艦載機はこの日も来襲し、第一波約180機の主力は関東地区にある各地の陸海軍飛行場を、一部は静岡県の浜松飛行場を攻撃した。これに続く第二波約90機は千葉県、神奈川県を空襲し、第三波約150機は埼玉県と東京都の飛行場ならびに北多摩郡の中島飛行機武蔵工場などを攻撃した。さらに正午ごろに第四波約70機（機数はいずれも日本側の推定）が横浜港の施設と船舶、および千葉県館山市を攻撃した。第10飛行師団は前述のとおり飛行第47戦隊、飛行第244戦隊が指揮下から除外され、また前日の損耗のため戦力が大きく減少していたが反復して出撃し、撃墜36機、撃破18機を戦果として報告した。損失は未帰還14機である。
第10飛行師団は両日の戦闘で50機以上を損失し、空戦の中心となる熟練操縦者を数多く失った。しかし指揮官吉田少将は航空作戦において戦力の温存には反対の考えであり、敵機の来襲にはかならず出撃することが戦闘機部隊の伝統であるにもかかわらず、邀撃を制限すれば攻撃精神を損ない、部隊の存在意義をも失うと憂慮した。第10飛行師団参謀長、岡本修一大佐は師団長の命により17日に防衛総司令部に出頭し吉田少将の考えを述べ邀撃制限を解除するよう意見具申したが、防衛総司令部は邀撃制限の解除を受け入れなかった。
2月19日午後、マリアナ諸島の航空基地から発進したB-29爆撃機約100機（日本側推定）が関東地区に来襲し東京と周辺の市街地を無差別爆撃し、東京都では葛飾区および江戸川区に多大の被害があった。第10飛行師団は全力出動し、それまでの戦闘で熟練の操縦者を多く失った同師団では操縦時間200時間ほどの特別操縦見習士官が敢闘した。戦果は体当たり2機を含む撃墜21機を報告し、損害は4機であった。
2月25日朝、多数の米軍艦載機が房総半島および鹿島灘から逐次侵入した。第10飛行師団は飛行第23戦隊、飛行第70戦隊、飛行第18戦隊のみを艦載機の邀撃に待機させ、武装司偵と二式複座戦闘機を装備する戦隊、および震天制空隊はB-29爆撃機に対する邀撃のため温存する命令が吉田師団長により下達されていた。その後B-29が同日午後に来襲と判断され、吉田少将は艦載機への邀撃を変更し、全部隊に飛行機の燃料と弾薬を抜き分散遮蔽して対B-29の戦闘に注力するよう命令した。午前中に来襲した艦載機は総計約600機と推定され、主として関東北部および東部の飛行場、工場、交通機関を攻撃し太平洋上に脱出した。同日午後、約130機と推定されるB-29爆撃機が7梯団となり東京上空に侵入した。この日は朝からの曇天が次第に悪化して大雪となっていた。B-29は雲上から東京の市街地へ焼夷弾、爆弾を投下し、この空襲だけで約19万戸が焼失したが、第10飛行師団は悪天候のためについに出動できなかった。

### 新師団長と方針の変更
1945年（昭和20年）3月1日、それまで第10飛行師団長心得であった吉田喜八郎少将は中将進級と同時に第13飛行師団長に異動し、宇都宮教導飛行師団長であった近藤兼利中将が新たな第10飛行師団長に親補された。吉田中将は陸軍大学校を優等卒業の英才であり、1937年（昭和12年）に騎兵科から転科して以降は航空関係の要職を歴任した。第10飛行師団の指揮官としても性能の劣る航空機や要員の練度不十分にもかかわらず相当な成果をあげたが、強烈な積極性と個性のために周囲との関係が良好でない場合もあり、指揮を受ける部隊は命令遂行に疲弊していた。近藤中将は陸軍士官学校の卒業は歩兵科であったが、1925年（大正14年）の航空兵科創設以前より戦闘機操縦者として飛行部隊や飛行学校での教育経験も豊富であった。
新師団長は航空関係の補給および補充が逼迫している状況で本土決戦のための戦力を蓄える必要を考慮し、第10飛行師団の主力による邀撃はB-29爆撃機の本格的来襲時のみに限定する方針をとった。この方針は陸軍中央部の意向と同様のものであるが、本土上空に侵入した敵機に対して日本の戦闘機が出撃しないことは国民感情に大きな影響を及ぼした。B-29は2月以降も夜間に単機または少数機で関東および中部地区に、ほとんど連夜来襲していたのである。
3月に入るとB-29爆撃機による本土攻撃は大都市に対する焼夷弾爆撃が中心になった。３月４日朝、推定約150機のB-29が東京上空に来襲し、雲上から爆弾と多量の焼夷弾を投下した。第10飛行師団は雲量10の天候不良のため出動できず、高射第1師団が電測射撃をするのみであった。
　

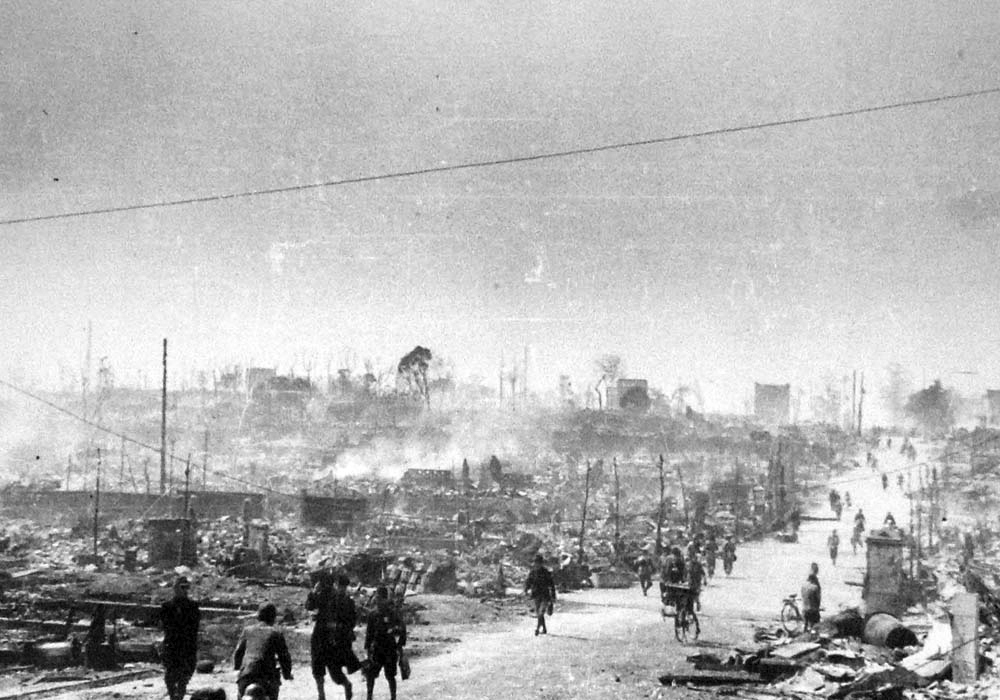
東京大空襲直後の様子（石川光陽撮影）

3月9日夕刻、米軍はマリアナ諸島にある5つの飛行場からB-29爆撃機334機（米軍記録）を出撃させた。B-29は3月10日午前0時ごろより東京湾を北上して東京上空に来襲した。この夜は北からの強風のため電波警戒機がほとんど正常に作動せず、陸軍が空襲を確認したのはB-29が京橋区月島付近に焼夷弾攻撃を行ったという情報が午前0時8分に入ってからである。さらにB-29が続々と侵入中との情報で0時15分に空襲警報が発令された。B-29は中高度で単機または数機編隊で東京都東部に侵入し大規模な無差別焼夷弾攻撃（東京大空襲）を行い、投弾後は千葉県銚子市付近から太平洋上に脱出した。日本側では来襲したB-29の総数を約110機と推定した 。
第10飛行師団では近藤師団長が夜間出動可能な全機の出動を命じた。B-29邀撃に急ぎ離陸した戦闘機は、中高度の空戦であるので十分にその性能を発揮することが可能だった。また地上の大火災による炎の明るさで照空灯がなくても敵機を視認できたが、やがで煙霧が上空に漂い攻撃が困難になった。師団では相当の戦果を報告したが、米軍の記録では撃墜されたB-29が14機、損傷は42機であり、日本の陸海軍戦闘機による撃墜はなく、すべて高射砲によるものとしている。
3月16日、防衛総司令部は飛行第4戦隊および飛行第5戦隊（いずれも二式複座戦闘機を使用）をそれぞれ印旛飛行場、調布飛行場に移動させ、第10飛行師団の指揮下に置き、夜間の邀撃戦力を強化した。しかし関東地区にはその後の大規模な敵機来襲はなく、同月17日にはB-29爆撃機により神戸が、18日と19日には艦載機により九州と近畿地区が、19日と25日にはB-29により名古屋がそれぞれ攻撃されたため、飛行第4および第5戦隊は第10飛行師団の指揮下を脱し、もとの指揮下へ復帰した。

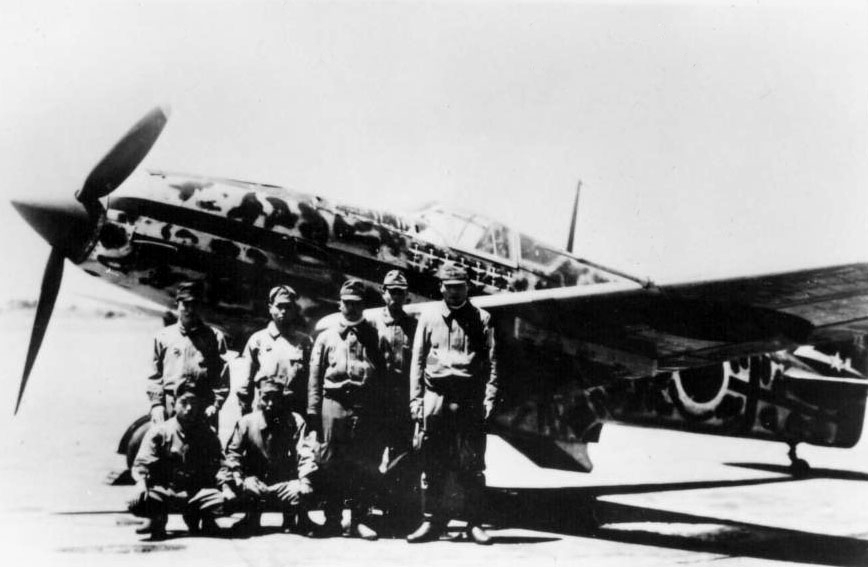
飛行第244戦隊の三式戦闘機

同じころ第6航空軍は沖縄などを防衛する天号作戦準備のため3月10日、司令部を福岡に移動していた。これに伴い、第6航空軍の隷下にあった第30戦闘飛行集団が3月20日より防衛総司令部の直轄となり、2月半ばより第6航空軍の指揮下にあった飛行第47戦隊（四式戦闘機使用）飛行第244戦隊（三式戦闘機使用）と、独立飛行第17中隊（一〇〇式司令部偵察機使用）は第30戦闘飛行集団の指揮下に入り、関東に来襲する米海軍機動部隊の攻撃任務にあたった。。
4月2日未明、推定約50機のB-29爆撃機が相模湾方面から本土に侵入し、中島飛行機武蔵工場および立川市周辺を攻撃した。第10飛行師団は邀撃において10機以上撃墜と報告した。4月4日未明には推定約90機のB-29が京浜地区を低高度で攻撃したが、各飛行場は濃霧に包まれていたために第10飛行師団は出動できなかった。
4月7日午前、B-29爆撃機90機のほかP-51戦闘機30機（どちらも機数は日本側推定）が東京上空に来襲し、江東地区を攻撃した。B-29が戦闘機を伴って攻撃するのは、これが初めてであった。前月に硫黄島を奪取した米軍は同島の飛行場を整備し、航続距離の短い戦闘機の基地としたのである。
4月13日夜、推定約170機のB-29爆撃機が東京北西部を攻撃した。第10飛行師団は高射第1師団と合わせて撃墜38機と戦果を報告した。4月15日夜、約200機と推定されるB-29爆撃機が単機または少数機の編隊を組み中高度で波状的に京浜地区に侵入し、大森区、蒲田区、および川崎市方面を焼夷弾攻撃した。敵機が高々度でなかったために第10飛行師団は十分に活躍することができ、高射砲部隊および海軍と合わせた戦果は敵機の撃墜70機、撃破50機以上と報じられている。

### 航空総軍の設立
1945年（昭和20年）4月8日、本土防衛強化のため防衛総司令部を廃し軍令陸甲第60号により北海道を除く東日本の防衛を統轄する第1総軍、西日本の防衛を統轄する第2総軍と、軍令陸甲第54号により航空関係の部隊を統轄する航空総軍が創設され、4月15日午前0時を待って指揮権が発動された。これにともなって第10飛行師団は第6航空軍の隷下を脱し、再び第1航空軍の隷下に入ったが、本土の主要部および重要施設の防衛に関しては、関東甲信越における空陸の作戦を統轄する第12方面軍の指揮下に入れられた。
10飛行師団は防空任務に関しては第12方面軍の指揮下でありながら、本土決戦の決号作戦準備に関しては隷属している第1航空軍の指揮を受けるという二重の指揮系統である。同師団には多くの地上部隊が隷下あるいは指揮下となっていたが、改編により一部は第1航空軍の直轄となった。また飛行第47戦隊、飛行第244戦隊、独立飛行第17中隊は既述のように３月下旬より第30戦闘飛行集団の指揮下に入っていたが、今回の改編で第10飛行師団の隷下を脱し、第30戦闘飛行集団の隷下部隊となった。

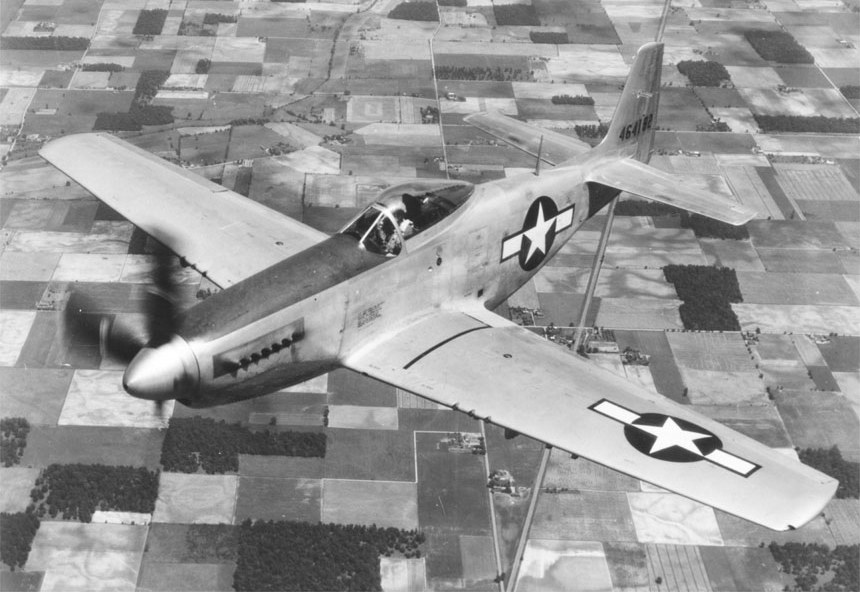
米陸軍航空軍のP-51戦闘機

4月19日午前、推定約60機のP-51戦闘機が関東地区に侵入した。P-51単独による来襲はこれが初めてで、日本軍の電波警戒機では低空で飛来する小型機の発見が困難であった。第10飛行師団は敵の小型機に対する戦闘は避けるよう命令されていたが、来襲する機種が判明するまでに師団戦力の一部が出動した。戦果は高射第1師団による撃墜1機、撃破1機のみが報じられている。
5月24日未明、駿河湾および相模湾方面から侵入した推定約250機のB-29爆撃機は3月9日夜の東京大空襲と同様に、ほとんどが単機で次々と東京西部に侵入し、中高度から焼夷弾と爆弾を投下した。その夜は強風で大火災となり6万4000戸以上が全焼したと記録されている。第10飛行師団は高射第1師団および海軍と合わせ、撃墜約30機の戦果が報じられた。米軍側の記録では出撃562機のうち502機が攻撃に参加し、損失は17機、損傷は69機、高射砲火は猛烈であったが戦闘機は大きな脅威ではなかったとしている。翌25日昼には硫黄島を発進した推定約60機のP-51戦闘機が関東地区の飛行場あるいは工場を攻撃し、夜には推定約250機のB-29爆撃機がまた東京上空に侵入し、市街地のうち焼け残っていた地区に対し焼夷弾攻撃を行った。第10飛行師団を含む日本陸海軍の戦果は撃墜47機（うち海軍によるもの22機）、撃破20機と報じられた。米軍記録は損失26機、損害が100機である。同じ米軍資料によれば、東京はこれまでの焼夷弾攻撃により全市街の50.8パーセントを焼失し、以後は焼夷弾攻撃の目標から除外されている。

### 太平洋戦争終結まで
1945年（昭和20年）6月下旬、航空総軍司令部は本土の防空統一作戦計画、すなわち制号作戦を策定し7月1日、航空総軍命令として示達した。
これによって第10飛行師団は7月10日午前0時より第12方面軍の指揮下より脱し、原所属である第1航空軍に復帰した。ただし同師団隷下の第32航空情報隊および第34独立機関砲中隊は第12方面軍の直接指揮下に入り、同じく師団隷下の第1対空無線隊、第2対空無線隊は7月11日、大陸命第1360号で新編成される第4航空通信団の戦闘序列に入った。第10飛行師団の指揮下でB-29邀撃任務についていた飛行第28戦隊（武装司偵使用）は軍令陸甲第103号により第28独立飛行隊となり、7月25日、大陸命第1366号により第10飛行師団の隷下から除かれ、航空総軍の直属部隊として編入された。
7月に入り、関東地区に対する空襲は再び激化した。B-29爆撃機、艦載機、あるいは硫黄島から飛来するP-51戦闘機などが、関東の中小都市、工場、陸海軍飛行場、または軍事施設を攻撃した。これに対して第10飛行師団は邀撃に出動したが、戦果は不明である。なお大都市に対する焼夷弾攻撃は6月15日で終了していた。
このころ第10飛行師団の隷下航空部隊と出動可能機数は次のとおりである。
- 飛行第18戦隊（五式戦闘機または三式戦闘機使用、松戸飛行場）約25機。
- 飛行第23戦隊（四式戦闘機または一式戦闘機使用、印旛飛行場）約20機。
- 飛行第53戦隊（二式複座戦闘機使用、藤ケ谷飛行場）約34機。
- 飛行第70戦隊（四式戦闘機または二式単座戦闘機使用、松戸飛行場）約29機。

7月10日は米海軍の空母艦載機、約1,200機が関東に来襲したが制号作戦で計画するB-29爆撃機の昼間攻撃はなかった。
8月1日夜、推定約280機のB-29爆撃機が関東地区に来襲し、水戸市、八王子市、立川市などを攻撃した。第10飛行師団は高射第1師団と合わせて撃墜11機を報告した。東京西部に侵入する敵機に対しては、杉並区久我山に設置され7月中旬より実戦参加した最新の高射砲が有効であった。これ以降も米軍は太平洋上の海軍機動部隊から発進した艦載機多数によって本土を連日攻撃した。第10飛行師団は本土上空で敵機を邀撃する防空任務が中心であったが、敵艦への体当たりをする特別攻撃隊も編成され「第291神鷲隊」は銚子沖の米機動部隊に対し8月13日に攻撃を行った。
8月6日、広島市に原子爆弾が投下され、8月9日には長崎市に2発目の原子爆弾が投下された。また9日午前0時よりソビエト連邦の共産党軍が満州に侵攻を開始し、大本営はこれを受けて大陸命第1376号で第1総軍、第2総軍、および航空総軍司令官に「現任務ヲ続行スヘシ」と命令している。8月14日午後6時、陸軍大臣ならびに参謀総長より「帝国ノ戦争終結ニ関スル件」（陸機密電第60号）が発電され、ポツダム宣言を受諾する詔書の発布と、翌日正午から天皇によるラジオ放送が行われることが各総軍司令部に伝えられた。同日、航空総軍司令部は参謀次長から今後の積極作戦は一切中止とする指示を受けていた。8月の関東への空襲は14日までにB-29爆撃機によるものが2回、艦載機によるものが13回であった。
8月15日正午より終戦に関する玉音放送が行われた。同日、大本営は大陸命第1381号によって各総軍司令官らに対し「各軍ハ別ニ命令スル迄各々現任務ヲ遂行スヘシ　但シ積極侵攻作戦ヲ中止スヘシ」と命令したが、これ以降の米軍による本土空襲は行われなかった。翌16日、大本営は各総軍司令官らに対し「即時戦闘行動ヲ停止スヘシ」との命令（大陸命第1382号）を発し、8月18日、「与ヘタル作戦任務ヲ解ク」「同時期以降一切ノ武力行使ヲ停止スヘシ」と命令（大陸命第1385号）した。
9月2日、航空総軍は大陸命特第1号により武装解除を命じられ、9月17日午前0時をもって大陸命特第3号により戦闘序列を解除した。第10飛行師団司令部と隷下部隊は8月18日に発令されていた帝国陸軍復員要領（軍令陸甲第116号）と、8月25日の復員勅諭に従って逐次復員を行い、10月29日までに師団司令部に22名など一部の残置者を残すのみとなった。

## 師団構成

### 歴代師団長
- 佐藤正一 少将：1944年3月9日[13] - 1944年3月28日[92]　※師団長心得
- 吉田喜八郎 少将：1944年3月28日[92] - 1945年3月1日[93][94]　※師団長心得
- 近藤兼利 中将：1945年3月1日[93] - 終戦[95]

### 歴代参謀長
- 岡本修一 大佐：1944年3月9日[13] - 1945年2月20日[96][97]
- 笹尾宏 中佐：1945年2月20日[96] - 終戦[98]

### 編成時の司令部職員
- 参謀長：岡本修一 大佐
  - 参謀（作戦）：神崎清中佐
  - 参謀（情報）：松村静馬中佐
  - 参謀（後方）：山本茂男少佐
- 師団副官：吉田義倶少佐[13]

### 終戦時の司令部職員
- 参謀長：笹尾宏大佐
  - 参謀：山本茂男少佐
  - 参謀：栂博少佐
  - 参謀：岩下徳治少佐
- 師団副官：吉田義倶少佐
- 兵器部長：石原政雄中佐
- 経理部長：松崎喬主計大佐
- 軍医部長：園田太郎軍医大佐

### 終戦時の隷下部隊
航空部隊
- 飛行第18戦隊（五式戦闘機使用、柏飛行場）戦隊長：黒田武文少佐 　通称号：天翔19190部隊
- 飛行第23戦隊（四式戦闘機使用、印旛飛行場）戦隊長：谷口正義少佐　通称号：天翔19026部隊
- 飛行第53戦隊（二式複座戦闘機使用、松戸飛行場）戦隊長：児玉正人少佐　通称号：天翔18426部隊
- 飛行第70戦隊（四式戦闘機使用、柏飛行場）戦隊長：坂戸篤行少佐　通称号：天翔8370部隊

地上部隊
- 第46航空地区司令部（茨城県下館飛行場）司令官：杉本健次郎大佐
- 第3飛行場大隊（千葉県柏飛行場）大隊長：堤袈裟市少佐
- 第6飛行場大隊（千葉県松戸飛行場）大隊長：小林勝由少佐
- 第7飛行場大隊（千葉県印旛飛行場）大隊長：沼沢広大尉
- 第43飛行場大隊（東京都成増飛行場）大隊長：石塚勇一郎少佐
- 第116飛行場大隊（千葉県藤ケ谷飛行場）大隊長：伊藤敏少佐
- 第140飛行場大隊（千葉県八街飛行場）大隊長：弘兼久一少佐
- 第141飛行場大隊（埼玉県越谷飛行場）大隊長：野上正大尉
- 第244飛行場大隊（東京都調布飛行場）大隊長：原田竹太郎大尉
- 第65飛行場中隊[99][91]（埼玉県所沢飛行場）